# Nyctiellus lepidus
Nyctiellus lepidus là một loài động vật có vú trong họ Natalidae, bộ Dơi. Loài này được Gervais mô tả năm 1837.

## Hình ảnh